# Cloniophorus noiroti mourgliai
Cloniophorus noiroti mourgliai es una subespecie de escarabajo longicornio del género Cloniophorus, tribu Callichromatini, subfamilia Cerambycinae. Fue descrita científicamente por Juhel en 2016.

## Descripción
Mide 18 milímetros de longitud.

## Distribución
Se distribuye por Sierra Leona.